# Los lunes que quedan
Los Lunes que Quedan, conocidos en su primera etapa simplemente como Los Lunes, es un grupo de música pop español de la década de 1990. Entre sus canciones más conocidas están Los años que nos quedan por vivir, Una canción de despedida, Quedaría más bonito, etc.

## Historia
En 1986, tres amigos del barrio madrileño de Vallecas, Enrique Díaz, Fernando Polaino y Javier García, forman un grupo llamado Extraña Situación, con influencias de grupos de la movida madrileña como Los Secretos, Nacha Pop o Gabinete Caligari entre otros. Empiezan a actuar por la capital y graban algunas maquetas, una de las cuales es entregada por Fernando Polaino a David Revuelto, quien le hace escuchar la maqueta a Alejo Stivel, que se interesa por ellos.
Alejo apuesta por el grupo y se decide a arriesgar con la producción ejecutiva del grupo. Pone en manos de David Revuelto la dirección musical y arreglos y junto a Alejo y Nacho Cano, que se encargaría de los arreglos de voces, terminan la producción del primer álbum titulado Los lunes.
Tras fichar por la discográfica Tábata, el trío formado por Enrique Díaz, Fernando Polaino y Javi García (actual guitarrista de Hardy Hamlet), bajo el nombre artístico de Los Lunes, edita su primer LP titulado Los lunes. El disco contiene una canción llamada Los años que nos quedan por vivir, escrita por Fernando Polaino,  que se convierte en el primer gran éxito de la banda, y gozó de gran promoción y popularidad al ser seleccionado como el tema de la campaña publicitaria de El Corte Inglés.
En 1994 publican El segundo, de nuevo con Tábata, producido por Alejo Stivel  del que se extrajo el sencillo Una canción de despedida, igualmente popular al convertirse en la sintonía del espacio musical de la emisora M-80 La gramola. En México se edita el disco siendo el único sencillo Una canción de despedida, y tanto en ese país como en el resto de Latinoamérica fue un gran éxito, además de ser una canción que marcó a una generación de adolescentes, preadolescentes y jóvenes que estaban creciendo durante la década del '90 en el continente americano.
En los años siguientes participan en sendos discos homenaje a Antonio Vega (en Ese chico triste y solitario) y Tequila (Mucho tequila, versionando el tema Dime que me quieres).
Tras la salida de Javi García, la formación queda reducida a dos componentes y pasan a llamarse Los Lunes que Quedan. Fichan entonces por el sello DRO y publican su tercer LP, Los lunes que quedan (1999). 
Su estrella comercial vuelve a brillar al grabar el tema No te fallaré, compuesto por Daniel Sánchez de la Hera como sintonía de la serie de televisión Compañeros, emitida por Antena 3 entre 1998 y 2002, y que previamente había popularizado también el grupo Greta y los Garbo.
Su último álbum fue Los mejores lunes, que incluía sus grandes éxitos más alguna novedad, publicado en el año 2000.

## Discografía

### ComoLos Lunes
- Los lunes (1992)
- El segundo (1994)

### ComoLos Lunes que Quedan
- Los lunes que quedan (1999)
- Los mejores lunes (2000). Recopilatorio con algunos temas nuevos.

- Datos: Q5980978